# Operatie Himmler

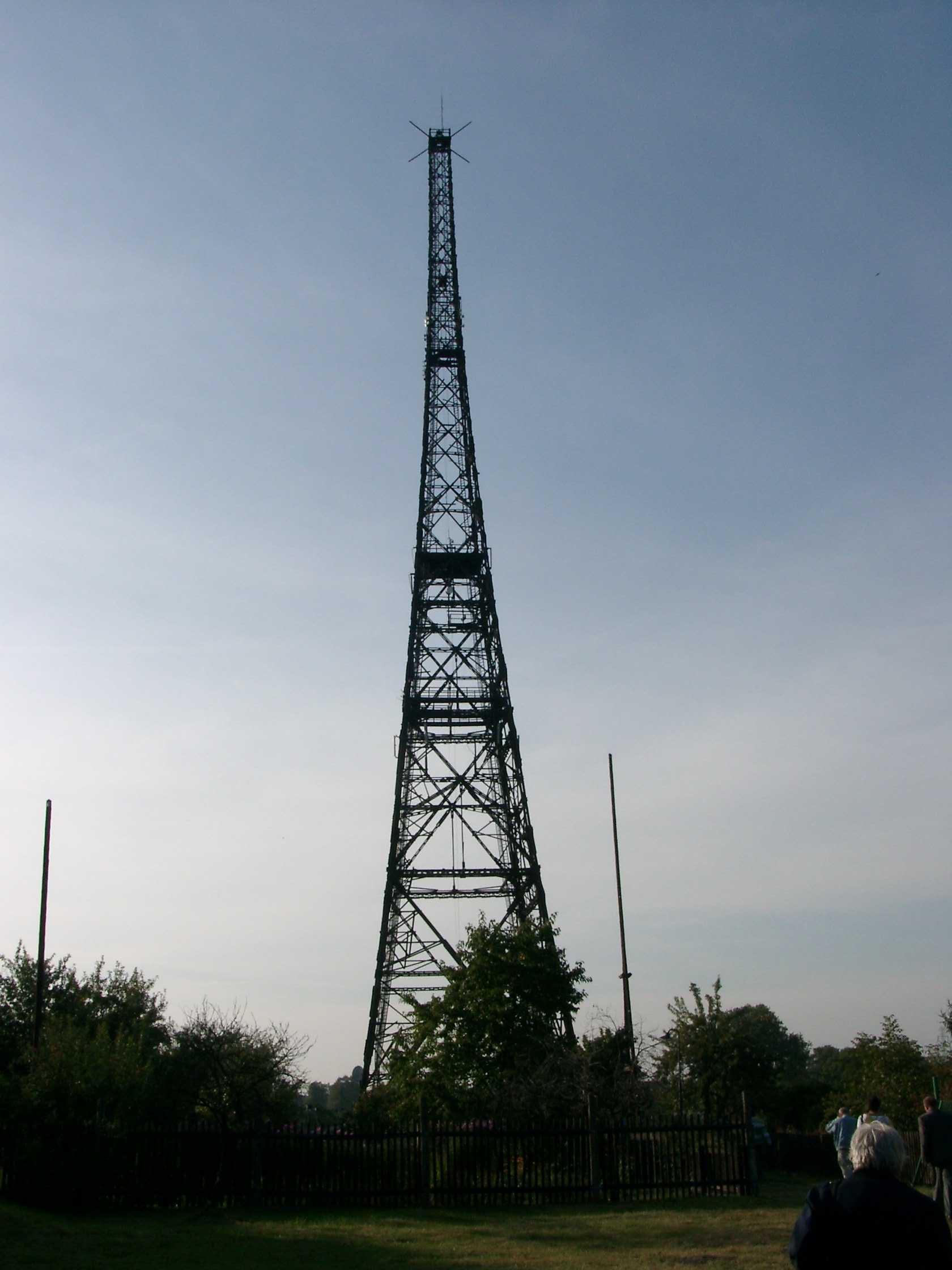
De radiotoren van Gleiwitz (Gliwice), anno 2005

Operatie Himmler, ook wel bekend als het Gleiwitzincident, was een geheime operatie die onder valse vlag was georganiseerd door de SS om een Poolse inval op een radiostation op Duits grondgebied te ensceneren waarmee nazi-Duitsland de invasie in Polen op 1 september 1939 trachtte te rechtvaardigen. De operatie werd uitgevoerd op 31 augustus 1939.

## Achtergrond
Op 23 augustus 1939 sloten nazi-Duitsland en de Sovjet-Unie het Molotov-Ribbentroppact dat een non-agressieverdrag was waarin de twee landen afspraken elkaar niet aan te vallen, en dat ook niet te doen als een van beide door een derde land zou worden aangevallen. Adolf Hitler wilde het vermeende onrecht dat de Duitsers was aangedaan met de overgave in de Eerste Wereldoorlog en de represaillemaatregelen uit de Vrede van Versailles ongedaan maken en het Erste Reich (Heilig Roomse Rijk) opnieuw opbouwen. De Duitsers hadden op dat moment de demilitarisatie van het Rijnland naast zich neergelegd, het Saarland ingenomen, de Anschluss van Oostenrijk, Sudetenland en Tsjechië bewerkstelligd en waren nu militaire voorbereidingen aan het treffen voor een Poolse Veldtocht.

## De voorbereiding en operatie
Een onderdeel van de Duitse invasie was een manteloperatie waarbij moest blijken dat Polen de agressor was die Duitsland binnenviel, een zogenoemde operatie onder valse vlag, en Hitler een politieke aanleiding had om op zijn beurt Polen binnen te vallen met zijn divisies. De SS werd ingeschakeld om een grensincident nabij Gleiwitz (nu Gliwice genaamd) te plannen.
Admiraal Wilhelm Canaris, het hoofd van de contraspionage (Abwehr) binnen het Oberkommando der Wehrmacht (OKW) kreeg begin augustus de opdracht om 150 uniformen en geweren van het Poolse leger aan Heinrich Himmler en zijn adjudant Reinhard Heydrich te leveren. Op 10 augustus 1939 meldde SD-medewerker Alfred Naujocks zich aan bij Reinhard Heydrich, SS-Gruppenführer en chef van de Gestapo en Sicherheitsdienst. Naujocks kreeg de opdracht om met een SD-Sonderkommando af te reizen naar Gleiwitz en zich aan te melden bij Heinrich Müller, het hoofd van de plaatselijke Gestapo. Het SD-Sonderkommando werd gevraagd een overval op het plaatselijke radiostation uit te voeren waarbij de actie de indruk moest wekken dat de agressie door het Poolse leger was uitgevoerd. Müller kreeg de beschikking van twaalf tot dertien veroordeelde misdadigers, dewelke de codenaam Konserven kregen. De Konserven zou men ombrengen met een dodelijke injectie, verkleden in Poolse uniformen en doorzeven met kogels om zo de indruk te wekken van een Poolse confrontatie met Duitse soldaten. Hierdoor kon de nazi-propagandadienst de buitenlandse pers overtuigen dat het de Polen waren die de Duitse grenzen niet respecteerden. De geheime opdracht kreeg de codenaam Operatie Himmler.
Op 31 augustus 1939, omstreeks 20:00 uur, startte Operatie Himmler en overmeesterde het SD-Sonderkommando onder aanvoering van Naujocks het Duitse radiostation. Het SD-commando zond een kort anti-Duits radiobericht in het Pools uit met de melding dat "de strijd tussen Polen en de Duitsers" zou zijn aangebroken. De overvallers losten schoten, vernielden daarna de radiozender en lieten één dood persoon ter plaatse bij de microfoon achter. Deze in scene gezette 'Poolse aanval' op Gleiwitz was hiermee het zogenaamde onduldbare "21e" grensincident tussen Duitsland en Polen.
Zoals gepland ging Fall Weiss de volgende morgen van start (om 4:45 op 1 september 1939) en Hitlers propagandamachine lichtte de opgezette actie aan de buitenlandse pers uitgebreid toe. De grensincidenten werden op 1 september 1939 door Adolf Hitler aangekaart in zijn rede voor de Rijksdag en door Joachim von Ribbentrop en andere leden van het Ministerie van Buitenlandse Zaken aangegrepen om de naziagressie te rechtvaardigen. De internationale pers rapporteerde de opgezette Poolse actie uitvoerig in hun kranten doch het Verenigd Koninkrijk en Frankrijk verklaarden op 3 september 1939 de oorlog aan nazi-Duitsland waarna een militaire escalatie ontstond die later zou gekend worden als de Tweede Wereldoorlog.
Later in 1939, zou Naujocks samen met Walter Schellenberg deelnemen aan een andere speciale operatie: het Venlo-incident, waarbij twee Britse SIS-agenten in Nederland werden ontvoerd

## Franciszek Honiok
Franciszek Honiok (1896 – 31 augustus 1939) zou bekend worden als het eerste slachtoffer van de Tweede Wereldoorlog. Franciszek beschreef zichzelf als Sileziër en leefde als een 43-jarige ongehuwde katholieke boer en verkoper van landbouwmachines. Hij was op 30 augustus gearresteerd door de SS in het dorp Pohlom en werd geselecteerd als de persoon die het zogenaamd "bewijs" zou leveren van de "Poolse agressie" tegen Duitsland. 
Volgens de verklaring die in 1945 zou worden afgelegd tijdens de Neurenberger Processen door Naujocks, vertelde de SS-Sturmbannführer (majoor) die de leiding had over de operatie hoe, tijdens een bijeenkomst in Berlijn, Heydrich hem vertelde een dode in Pools uniform op de trap van het radiostation Gleiwitz achter te laten, om aldus een "Poolse connectie" te bewijzen. Franciszek werd voor de inval gedrogeerd en half bewusteloos naar het radiostation gesleept, waar hij in de avond van 31 augustus in het hoofd werd geschoten. Naujocks voegde eraan toe dat Honiok werd aangeduid als een stuk konserve, of "vlees in blik", dat van tevoren kon worden bereid en gebruikt om de Poolse betrokkenheid bij de aanval te suggereren.

## Film
Operatie Himmler werd in 1961 door de Oost-Duitse filmstudio DEFA in een documentaire-stijl in een 63 min. lange speelfilm gegoten. Deze is thans op dvd verkrijgbaar onder de titel "Der fall Gleiwitz".